# غيدقة زرقاء الخطوط
غيدقة زرقاء الخطوط أو ثعبان البحر ذو حلقات أو ثعبان البحر أزرق الخطوط (الاسم العلمي: Hydrophis cyanocinctus)، هو نوع من أفعى البحر السامة المنتمية إلى فصيلة العرابيد.

## التوزيع
توجد في المحيط الهندي (من الخليج العربي وإيران وباكستان والهند وسريلانكا وبنغلاديش وميانمار وتايلاند وماليزيا والفلبين: بحر فيسايان وباناي وما إلى ذلك) والمياه البحرية حول كوريا واليابان وجزر سليمان، بحر الصين الجنوبي (بما في ذلك هاينان)، بحر الصين الشرقي (بما في ذلك تايوان)، المناطق الساحلية لشاندونغ ولياونينغ (الصين) سواحل الخليج العربي (سلطنة عمان، الإمارات العربية المتحدة)، شرقًا عبر جنوب آسيا حتى غينيا الجديدة. كما توجد تقارير عن وجودها في بروناي.